# Unione dei Comunisti Combattenti
Ne doit pas être confondu avec Unités communistes combattantes.
L'Union des communistes combattants (italien : Unione dei Comunisti Combattenti, Brigate Rosse per l'Unione dei Comunisti Combattenti, UCC, BR-UCC, UdCC) est une organisation armée d'extrême gauche active en Italie entre 1984 et 1987, issue d'une scission mouvementiste des Brigate rosse per la costruzione del Partito comunista combattente. Le dernier attentat du groupe, l'assassinat du général Licio Giorgieri à Rome, date du 21 mars 1987. Paolo Persichetti fut condamné pour cet assassinat. Le groupe a été démantelé entre mai et juin de la même année, 73 personnes étant mises en examen à cette occasion.
La « 2e position », mouvementiste, sera par la suite représentée par les Nucleo per la fondazione del Partito Comunista Combattente à partir de décembre 1986, transformé par la suite en Cellula per la costituzione del P.C.C.. Le Parti communiste politico-militaire, proche de ce dernier groupe, se réclame de la position de l'UdCC.